# Championnat de France Pro A de tennis de table 2006-2007
Le Championnat de France de Pro A de tennis de table 2006-2007, le plus haut échelon national de championnat par équipe en France, s'est déroulé de septembre 2006 au 29 mai 2007. Pour la saison 2006/2007, 10 équipes officient en Pro A Masculine et Féminine; le titre est remporté par GV Hennebont TT chez les hommes, et par ALCL Grand-Quevilly chez les dames.
Navigation
Pro A 2005-2006 Pro A 2007-2008
| \| Levallois SC Angers SAG Cestas TT Hennebont Pontoise SS La Romagne Istres TT Caen TTC SMEC Metz Issy St-Denis US Kremlin Bicêtre Beauchamp Saint-Berthevin Mondeville Marmande Lys Lez Lannoy CP Évreux Gd-Quevilly Montpellier \| Localisation des clubs engagés dans le championnat. |
| Levallois SC Angers SAG Cestas TT Hennebont Pontoise SS La Romagne Istres TT Caen TTC SMEC Metz Issy St-Denis US Kremlin Bicêtre Beauchamp Saint-Berthevin Mondeville Marmande Lys Lez Lannoy CP Évreux Gd-Quevilly Montpellier                                                           |

## Championnat masculin
Hennebont remporte le titre aux dépens de Levallois à la suite des résultats favorables des Bretons sur les Franciliens.
| Pl | Équipes              | Pts | J  | V  | N | D  | Pp | Pc | Diff |
| -- | -------------------- | --- | -- | -- | - | -- | -- | -- | ---- |
| 1  | GV Hennebont         | 49  | 18 | 13 | 5 | 0  | 67 | 30 | +37  |
| 2  | Levallois SC TT      | 49  | 18 | 14 | 3 | 1  | 67 | 24 | +43  |
| 3  | SAG Cestas TT        | 38  | 18 | 6  | 8 | 4  | 49 | 46 | +3   |
| 4  | AS Pontoise-Cergy TT | 37  | 18 | 8  | 3 | 7  | 48 | 39 | +9   |
| 5  | Caen TTC             | 36  | 18 | 6  | 6 | 6  | 49 | 49 | 0    |
| 6  | Istres TT            | 35  | 18 | 6  | 5 | 7  | 47 | 51 | -4   |
| 7  | Angers Vaillante TT  | 34  | 18 | 5  | 6 | 7  | 49 | 51 | -2   |
| 8  | SMEC Metz            | 33  | 18 | 6  | 3 | 9  | 43 | 52 | -9   |
| 9  | Saint Denis US 93 TT | 30  | 18 | 4  | 4 | 10 | 36 | 56 | -20  |
| 10 | EP Isséenne          | 19  | 18 | 0  | 1 | 17 | 14 | 71 | -57  |

- La GV Hennebont remporte son troisième titre de champion de France[2],[3].

## Championnat féminin
- Classement incomplet

| Cl | Équipes                          | Pts | J  | V  | N  | D  |
| -- | -------------------------------- | --- | -- | -- | -- | -- |
| 1  | ALCL Grand-Quevilly              | 45  | 18 | 11 | 5  | 2  |
| 2  | Montpellier TT                   | 45  | 18 | 10 | 7  | 1  |
| 3  | US Saint Berthevin/Saint Loup TT | 40  | 18 | 6  | 10 | 2  |
| 4  | USO Mondeville                   | 39  | 18 | 7  | 7  | 4  |
| 5  | Évreux Étudiant Cercle           | 35  | 17 | 6  | 6  | 5  |
| 6  | Beauchamp CTT                    | 33  | 18 | 5  | 5  | 8  |
| 7  | CP Lys-lez-Lannoy                | 32  | 18 | 5  | 4  | 9  |
| 8  | US Kremlin-Bicêtre               | 31  | 17 | 5  | 4  | 8  |
| 9  | Raquette Marmandaise             | 32  | 18 | 4  | 6  | 8  |
| 10 | TT Joué-lès-Tours                | 24  | 18 | 1  | 4  | 13 |